# Péter Nádas
Péter Nádas (Budapeste, 14 de outubro de 1942) é um escritor, romancista e dramaturgo húngaro. Péter Nádas é considerado um dos maiores romancistas do tempo presente.[parcial?]

## Biografia
Aos 19 anos começou a estudar jornalismo e fotografia. Entre 1965 e 1969 foi contratado como editor de uma revista em Budapeste. 1965 foi também o ano em que as suas primeiras histórias foram publicadas no jornal literário Uj Irás. Nádas é o autor de O fim de um romance de família, publicado em 1991, e de "Livro de memórias", em 1998, considerado uma obra-prima e agraciado com o prémio de melhor livro estrangeiro alguns anos depois. Péter Nádas é também autor de uma coleção de histórias curtas intitulada "O Minotauro", uma série de contos escritos entre 1960 e 1970 e que usam os mitos e lendas. Em 1995, o governo austríaco concedeu-lhe o prémio de literatura europeia. Romancista e encenador de histórias, a escrita de Péter Nádas é caracterizada por incluir humor mas ter uma oscilação regular entre o real e o imaginário. O autor húngaro descreve com habilidade e precisão a vulnerabilidade e a fragilidade da vida.

## Prémios
- Prémio de Arte Húngara, 1989
- Prémio Austríaco de Literatura Europeia, 1991
- Prémio Kossuth, Hungria, 1992
- Prémio do Livro de Leipzig de Entendimento Europeu (Leipziger Buchpreis zur Europäischen Verständigung), Alemanha, 1995
- Prémio Internacional de Literatura de Vilenica, Eslovénia, 1998
- Prémio do Melhor Livro Estrangeiro, França, 1998
- Prémio Franz Kafka de Literatura, República Checa, 2003